# Peter Beck-Mannagetta
Peter Beck-Mannagetta (* 21. Juni 1917 in Wien; † 20. November 1998 in Baden) war ein österreichischer Geologe. Der Mannagetta-Ofen, eine markante Felsformation westlich von Marhof, Gemeinde Stainz in der Steiermark, ist nach ihm benannt.

## Leben
Peter Beck-Mannagetta war das Kind des Sektionschefs im Finanzministerium Eugen Beck Ritter von Mannagetta und Lerchenau und seiner Gattin Paula, geb. Westhauser und ein Enkel des Staatsanwaltes Josef Beck von Mannagetta und Lerchenau. Einer seiner Onkeln war der Botaniker Günther Beck von Mannagetta und Lerchenau, ein weiterer der k.k. geheime Rat und Vorstand des k.k. Patentamtes Paul.
Seine Schulzeit absolvierte er in der Volksschule Hegelgasse und dem Wiener Schottengymnasium, wo er am 9. Juni 1936 die Matura ablegte. Nach einer Militärdienstzeit als Einjährig-Freiwilliger 1936/37 studierte er Geologie an der Universität Wien und legte am 10. April 1941 die Lehramtsprüfung für das damalige Unterrichtsfach Naturgeschichte ab. Die Studien erfolgten im Rahmen von Fronturlauben seiner Militärdienstzeit, die ihn nach Polen und Russland brachten. Seine Dissertation behandelt den Oberlauf der Laßnitz, die Vorarbeiten dafür erfolgten aus den Arbeiten im Rahmen der wasserwirtschaftlichen Generalplanung für die Steiermark.
Die Promotion zum Doktor der Naturwissenschaften (Dr. rer. nat.) erfolgte am 10. Februar 1941. Ab Juni 1942 war er Assistent am Geologischen Institut der Universität Wien. Im November 1943 war er im Rahmen der Wehrgeologie in Berlin-Wannsee und Siegen tätig, danach in Frankreich, Italien, Ungarn und der Slowakei. Zuletzt war er Unteroffizier, seine Kriegszeit endete am 17. Mai 1945 mit der Entlassung aus Kriegsgefangenschaft der amerikanischen Armee.
Als Assistent arbeitete er bis 10. Februar 1947 an der Universität Wien, danach an der Geologischen Bundesanstalt. Zu seiner Berufstätigkeit in den nächsten Jahrzehnten gehörten die Arbeiten an der geologischen Karten des Koralpengebietes, die zu einer Reihe geologischer und petrologischer Publikationen führten. Am 1. Jänner 1953 wurde er zum Geologen ernannt, am 1. Jänner 1960 zum Chefgeologen und am 1. Jänner 1974 zum Distriktsgeologen für Kärnten und Steiermark. In dieser Funktion baute er die guten Beziehungen der Geologischen Bundesanstalt zu den Landesdienststellen Kärntens und der Steiermark weiter aus, die seiner Arbeit zugutekamen.
Peter Beck-Mannagetta machte als erster 1951 auf ein Mineralienvorkommen am Brandrücken bei der Weinebene aufmerksam (als dem Lithium-Mineral Spodumen sehr ähnlichen Diopsid-Aplit).
Diese Fundstelle stellte sich nach näherer Untersuchung
als europaweit größtes Vorkommen von Lithium heraus.
Zu seinen Entdeckungen gehört auch das Vorkommen von Gabbro und Eklogit am Bärofen südwestlich der Hebalm.
Peter Beck-Mannagetta ist der Autor einer Reihe geologischer Karten über Gebiete der Lavanttaler Alpen. Im Auftrag der Waldbetriebe Ligist des Malteser-Ritterordens, eines der größten Grundbesitzer des Gebietes, erarbeitete er die geologischen Grundlagen der Wälder im Hebalmgebiet. Seit 1964 arbeitete Peter Beck-Mannagetta als Sachverständiger für Ingenieurgeologie und Mineralogie und vertrat Österreich bei internationalen Vereinigungen, wie der Karpatho-Balkanischen Geologischen Assoziation.
1962 bis 1997 war er Kurator der Johann-Wilhelm-Ritter-von-Beck-Mannagetta-Stiftung, die Studenten aus Niederösterreich mit Stipendien unterstützt. Diese Stiftung entstand aus dem Vermögen des kaiserlichen Leibarztes Johann Wilhelm Mannagetta (1588–1666), der Arzt der Kaiser Ferdinand II., Ferdinand III. und Leopold I. gewesen war.
Als Vertreter der Interessen der Arbeitnehmer an der Geologischen Bundesanstalt war Peter Beck-Mannagetta ab 1967 als Personalvertreter tätig und wirkte an der Gestaltung von Entgeltregeln mit, die teilweise auf seine Anregung hin geschaffen wurden (Bücherzulage, Höhenzulage). Die Personalvertretung an dieser Anstalt war durch ihn gegründet worden.
Auf Anregung Peter Beck-Mannagettas wurden mehrere geologisch bedeutsame Objekte zu Naturdenkmälern erklärt: 1967 eine Felsformation in Marhof bei Stainz, die nach ihm zum Mannagetta-Ofen benannt wurde, 1973 die Felsaufschlüsse im Strandbereich des Tertiärmeeres mit Bohrmuschelspuren und Strandkonglomerat auf Triasdolomit in Bad Vöslau und die Königshöhle bei Baden, nach deren archäologischen Funden die Badener Kultur benannt ist. Weiters regte er den Schutz einer Reihe von Schirmföhren in den Gemeinden Baden und Mödling an.
Er unterstützte die Volksabstimmung gegen den Bau des Atomkraftwerkes Zwentendorf und wies auf die geologischen Störungszonen unterhalb des vorgesehenen Bauplatzes hin. Peter Beck-Mannagetta setzte sich für den Erhalt der Hainburger Au und anderer schützenswerter Landschaften ein, so trat er gegen die Errichtung eines Atommülllagers am Rosenhügel westlich von Stainz auf.

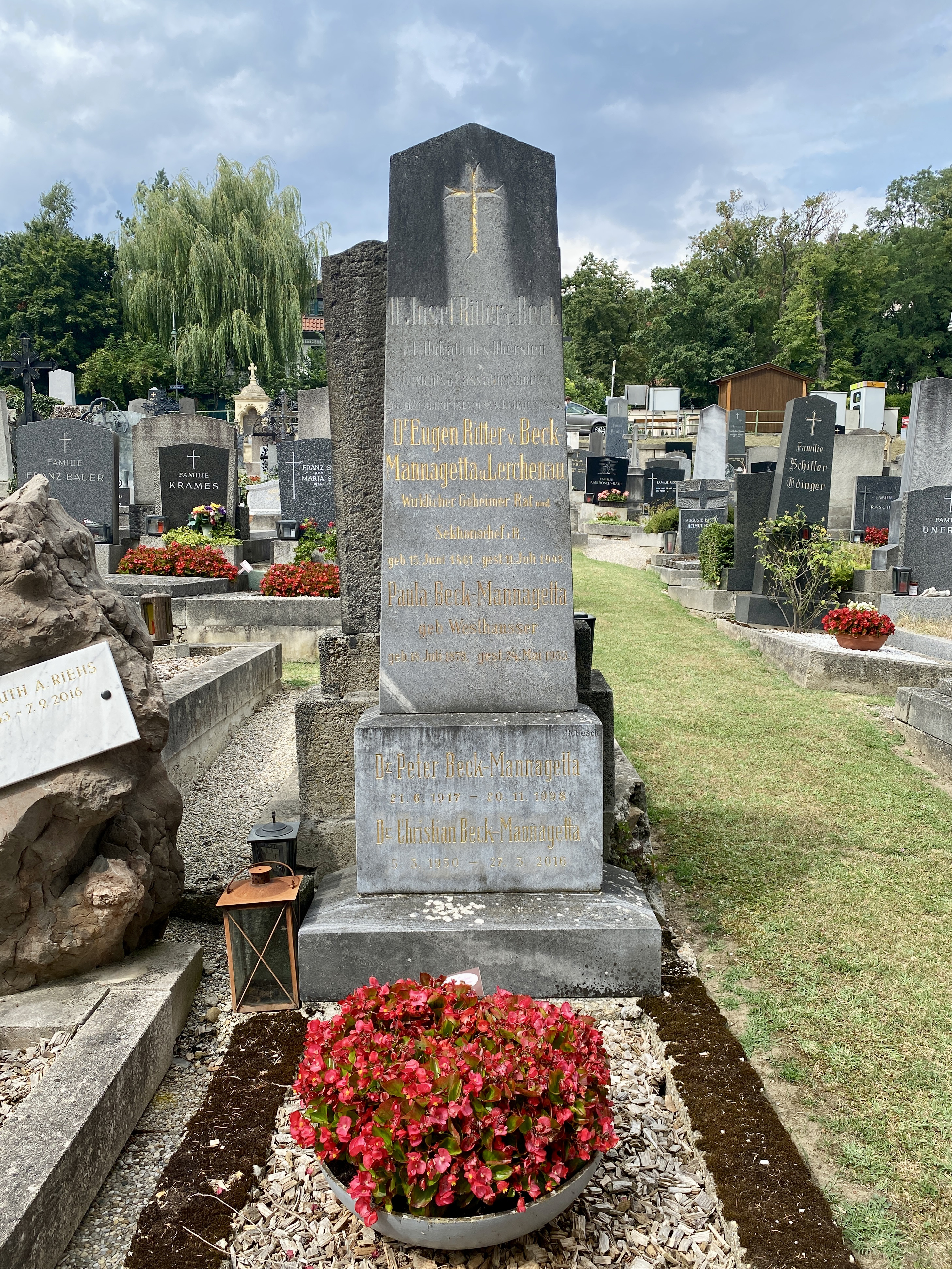
Grab von Peter Beck-Mannagetta

Mit Jahresende 1982 trat Peter Beck-Mannagetta in den Ruhestand. Er war seit 1944 mit Frau Ruth Graeber aus Bielefeld (Westfalen) verheiratet, der Ehe entstammen drei Kinder. Peter Beck-Mannagetta ist am Weidlinger Friedhof in Klosterneuburg begraben.

## Werke
Von 1940 bis 1995 hat Peter Beck-Mannagetta nahezu jährlich Berichte über seine geologischen Untersuchungen (Aufnahmsberichte) in den Lavanttaler Alpen in den Verhandlungen bzw. im Jahrbuch der Geologischen Bundesanstalt publiziert. Die folgende Zusammenstellung enthält nur eine Übersicht zu seinen zusätzlichen Veröffentlichungen:
- mit Martin Kirchmayer: Die Beck-Mannagettasche Gipfelmulde im Plattengneis der Koralpe, Steiermark, Österreich. Eigenverlag, Wien 1992.
- Geologische Karte der Republik Österreich 1:50.000. Blatt 189 Deutschlandsberg. Geologische Bundesanstalt, Wien 1991.
- mit Martin Kirchmayer: Strukturgeologie gestern, heute, morgen: über das Gefüge des Plattengneises in der Koralpe. In: TSK III: 3. Symposium für Tektonik, Strukturgeologie, Kristallingeologie im deutschsprachigen Raum. Graz, 19.–21. April 1990 (Kurzfassungen der Vorträge und Poster). Graz 1990.
- mit Martin Kirchmayer: Die Quarz-, Glimmer- und Feldspatkorngefüge in den acht Plattengneis-Komplexen der Koralpe.  In: Jahrbuch der Geologischen Bundesanstalt. Band 131, Wien 1988, S. 505–532 (PDF; 2,2 MB auf geologie.ac.at).
- mit Martin Kirchmayer: Zur Gefügekunde des Plattengneises in der Koralpe – Kärnten, Steiermark.  In: Anzeiger der Österreichischen Akademie der Wissenschaften, mathematisch-naturwissenschaftliche Klasse. Band 124, Wien 1988, S. 29–33.
- mit Ilse Draxler: Zur stratigraphischen Bedeutung der neuen Fossilfunde auf dem Brenner-Sattel (Schönweg, Lavanttal). In: Jahrbuch der Geologischen Bundesanstalt. Band 129, Wien 1987, S. 491–494 (PDF; 497 kB auf geologie.ac.at).
- mit Martin Kirchmayer: Über die Komplexität der Plattengneislineation der Koralpe (SE-Österreich) gesehen im Sinn des Amstutz'schen Kongruenzbegriffes und unter gefügekundlichen Gesichtspunkten. In: Jahrbuch der Geologischen Bundesanstalt.  Band 130, Wien 1987, S. 375–381 (PDF; 690 kB auf geologie.ac.at).
- „Erdpech“ in Bad Deutsch Altenburg: Frühe Hinweise auf wertvolle Rohstoffe im Wiener Becken. In: Kulturberichte Niederösterreich. Jahrgang 1987, Heft 5, Wien 1987, S. 3.
- Geologische Übersichtskarte der Republik Österreich 1:1.000.000. Geologische Bundesanstalt, Wien 1986.
- Die Koralpe. In: Helmut Flügel, Franz Neubauer: Geologische Karte der Steiermark. 1:200.000. In: Verhandlungen der Geologischen Bundesanstalt. Wien 1984.
- Geologische Karte der Republik Österreich 1:50.000. Blatt 188 Wolfsberg. Geologische Bundesanstalt, Wien 1980.
- Revier Hebalpe. Geologische Karte des Souveränen Malteser-Ritterordens. 1:10.000. Mit Erläuterungen, Wien 1980.
- Lunzer Schichten in Baden bei Wien. Mit Beiträgen von Ilse Draxler und Gerda Woletz. In: Verhandlungen der Geologischen Bundesanstalt. Band 1979, Teil 2, Wien 1979, S. 3–5.
- Geologie der Umgebung von Stainz. In: Hans Wilfinger: 800 Jahre Stainz 1177–1977. Neues Stainzer Heimatbuch. Stainz 1979, S. 11–17.
- mit E. Szadecky-Kardoss, R. Arkai: Map of metamorphites of the Carpatho-Balkan-Dinaride Area. 1:1.000.000 = Karta metamorfitov Karpato-Balkansko-Dinarskoj oblasti. Carpatho-Balkan Geological Association, Commission on Igneous and Metamorphic Petrography, published by Laboratory and Geochemical Research of Hungarian Acadademy of Science and Central Office of Geology, Budapest 1976.
- Über Bau und Entwicklung der Ostalpen mit Ausblick auf Westungarn. In: Acta Geologica Academia Sciencia Hungary. Band 20, Budapest 1976, S. 125–134.
- mit O. Thiele, M. Mahel, R. Pucky, J. Varga: Tectonic Map of the Carpathian-Balkan Mountain System and adjacent Areas 1:1 Mio. Carpathian-Balkan Association, Tectonic Commission Bratislava, Stur, UNESCO, Bratislava 1973.
- Die Mannagetta-Stiftung. In: Kulturberichte aus Niederösterreich (Beilage der Amtlichen Nachrichten der Niederösterreichischen Landesregierung), V, Wien 1967, S. 35–36.
- Erläuterungen zur geologischen Karte und zur Lagerstätten-Karte 1:1.000.000 von Österreich. Geologische Bundesanstalt, Wien 1966.
- Zum 300. Todestag des Johann Wilhelm Ritter v. Mannagetta und seinem Wirken in Niederösterreich. In: Unsere Heimat. Band 37, Wien 1966.
- Geologische Baugrundkarte der Stadt Wolfsberg. 1:2000. 13 Blätter und 2000 Bohrprofile. 1963.
- Bericht über die Studienreise durch das Schottische Hochland 1961. In: Verhandlungen der Geologischen Bundesanstalt. Heft 3, Wien 1962, S. 17.
- Forst Ligist. Geologische Karte des Souveränen Malteser-Ritterordens. 1:10.000, Wien 1962.
- Die Lavant. Geologische Beschreibung. Für den Österreichischen Wasserkraftkataster, Wien 1960.
- Geologische Karte des Forstes Ligist des Souveränen Malteser-Ritterordens. 1:10.000, Wien 1959.
- Tektonische Übersichtskarte von Niederösterreich mit einer Auswahl der benützten Kartenunterlagen. Maßstab 1:500.000. In: Atlas von Niederösterreich. Kommission für Raumforschung der Österreichischen Akademie der Wissenschaften, Verein für Landeskunde von Niederösterreich und Wien. Freytag-Berndt und Artaria, Wien 1958.
- Der Bezirk Wolfsberg, Geologische Übersichtskarte 1:100.000. In: Richard Wurzer: Planungsatlas Lavanttal. Blatt 7, Kärntner Druckerei, Klagenfurt 1956.
- Rückformung einer Mulde im Gipfelgebiet der Koralpe. In.Mitteilungen der Geologischen Gesellschaft in Wien. 45. Band, Wien 1952, S. 113–134 (zobodat.at [PDF]).
- Die Auflösung der Mechanik der Wolfsberger Serie, Koralpe, Kärnten. In: Jahrbuch der Geologischen Bundesanstalt. Band 94, Jahrgänge 1949/51, S. 127–159 (PDF; 2,3 MB auf geologie.ac.at).
- Über die heutige Kenntnis des Tertiärs im unteren Lavanttale (Kärnten). In: H. Küpper, L. Waldmann: Wiederaufbau und Hundertjahrfeier der Geologischen Bundesanstalt. 12. Juni 1951. In: Verhandlungen der Geologischen Bundesanstalt. 1952, Sonderheft C, Wien 1952, S. 111–144 (PDF; 6,5 MB auf geologie.ac.at).
- Geologische Beobachtungen in der Gießhübler Mulde bei Mödling. In: Österreichische Akademie der Wissenschaften (Hrsg.): Anzeiger der mathematisch-naturwissenschaftlichen Klasse. 84, Wien 1948, S. 59–66.
- Die Tertiärgrenze von Stainz bis Wildbach in Weststeiermark. In: Verhandlungen der Geologischen Bundesanstalt 1945. Wien 1945, S. 105–116.
- Zur Tektonik des Stainzer- und Gamser-Plattengneises in der Koralpe (Steiermark). In: Jahrbuch der Geologischen Bundesanstalt. 90. Jahrgang, Wien 1945, S. 151–180 (PDF; 1,4 MB auf geologie.ac.at).
- Die Geologie des Einzugsgebietes der Laßnitz (Weststeiermark). In: Mitteilungen der Alpinen geologischen Vereinigung. Band 34, Jahrgang 1941, Wien 1942, S. 1–37 (zobodat.at [PDF]).

## Auszeichnungen
- 1975 Österreichisches Ehrenkreuz für Wissenschaft und Kunst
- 1983 Hofrat
- 1989 Ehrenmitglied der Geologischen Vereinigung e. V, der Österreichischen Geologischen Gesellschaft und des naturwissenschaftlichen Vereines für Kärnten.
- 1990 korrespondierendes Mitglied des naturwissenschaftlichen Vereines für die Steiermark.
- 1992 Dank und Anerkennung durch die Gemeinde Stainz.
- 1993 Goldenes Ehrenzeichen für die Verdienste um das Bundesland Niederösterreich.